# 지구촌 VJ특급
지구촌 VJ특급은 2007년 12월 5일부터 2008년 11월 26일까지 SBS TV에서 방송된 교양 프로그램이다.

## 기획 의도
세계 175개국의 현지 VJ가 발굴 취재한 지구촌 이야기를 빠르게 전달하는 프로그램이다.